# Aphanomerus aureus
Aphanomerus aureus är en stekelart som beskrevs av Alan Parkhurst Dodd 1914. Aphanomerus aureus ingår i släktet Aphanomerus och familjen gallmyggesteklar. Inga underarter finns listade i Catalogue of Life.